# Josef Helmig
Josef Hermann Helmig (* 14. Oktober 1923 in Greven; † 12. Juli 2008 in Münster) war ein deutscher Textilmaschinenführer und Kommunalpolitiker (CDU) und von 1979 bis 1989 Bürgermeister der Stadt Greven im Münsterland. Er war seit 1987 Träger des Bundesverdienstkreuzes.

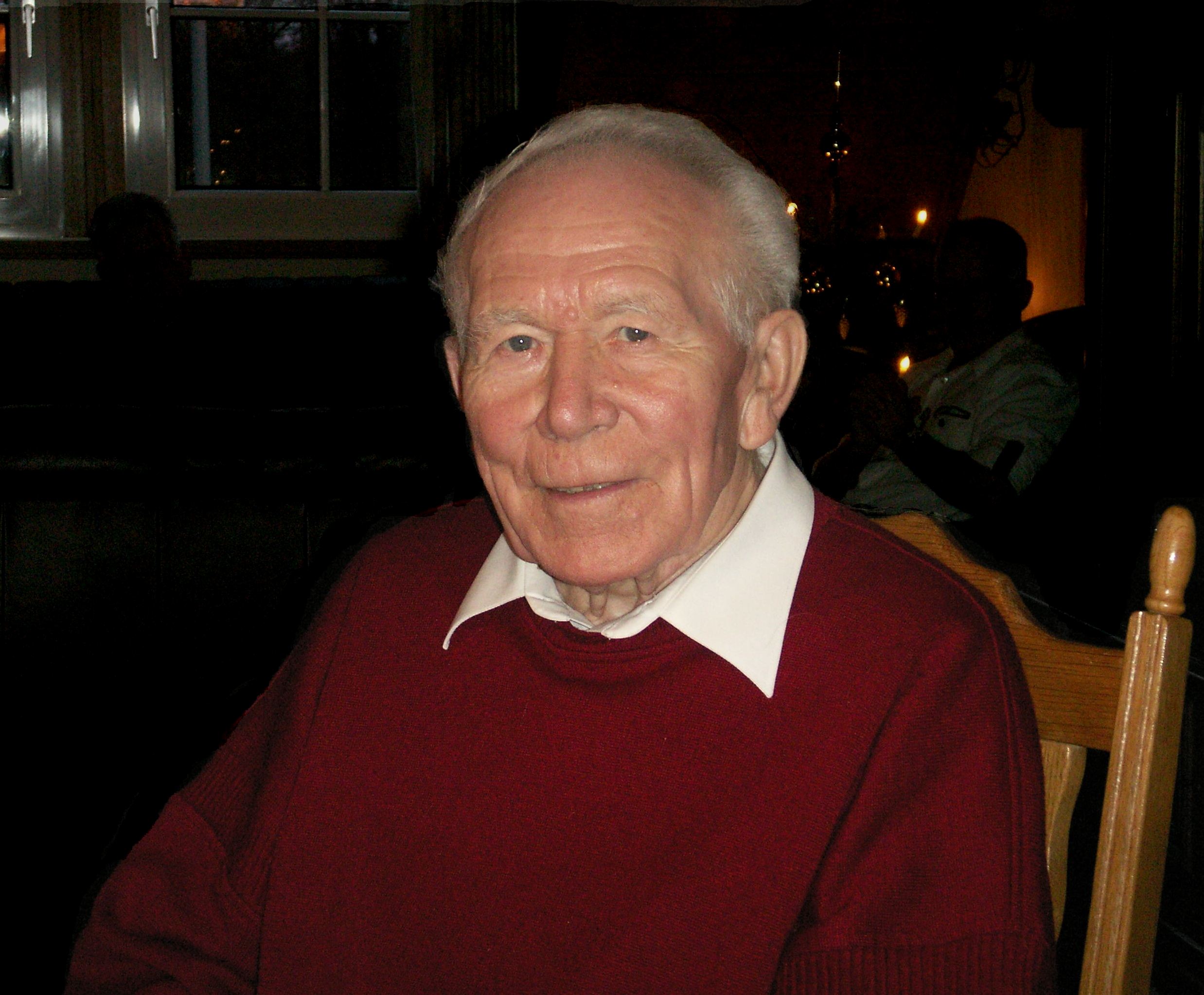
Josef Helmig (2005)

## Leben

### Ausbildung und beruflicher Werdegang
Josef Helmig wurde 1923 in Greven geboren und wuchs dort als Sohn des Textilarbeiters Hermann Helmig in der zu dieser Zeit durch die Textilindustrie geprägten Gemeinde in einer katholischen Familie auf. Er besuchte die lokale Johannesschule und wollte nach eigenen Angaben eigentlich  den Beruf eines Büroangestellten "mit Schlips und Kragen" erlernen. Auf Druck seiner Familie begann er 1938 als Vierzehnjähriger jedoch wie sein Vater eine Lehre zum Textilmaschinenführer bei der Grevener Baumwollspinnerei, die er letztlich erfolgreich abschloss. Bis zu seinem Eintritt in den Ruhestand nach 45 Arbeitsjahren blieb Josef Helmig – der eintretenden Krise der Textilindustrie ab den 1960er Jahren zum Trotz – in seinem Ausbildungsbetrieb als Textilarbeiter beschäftigt. Persönlich engagierte er sich dabei besonders für die Rechte der Arbeitnehmer und nahm fast 24 Jahre lang die Funktion des Betriebsratsvorsitzenden der Grevener Baumwollspinnerei wahr.

### Politik und Ehrenamt

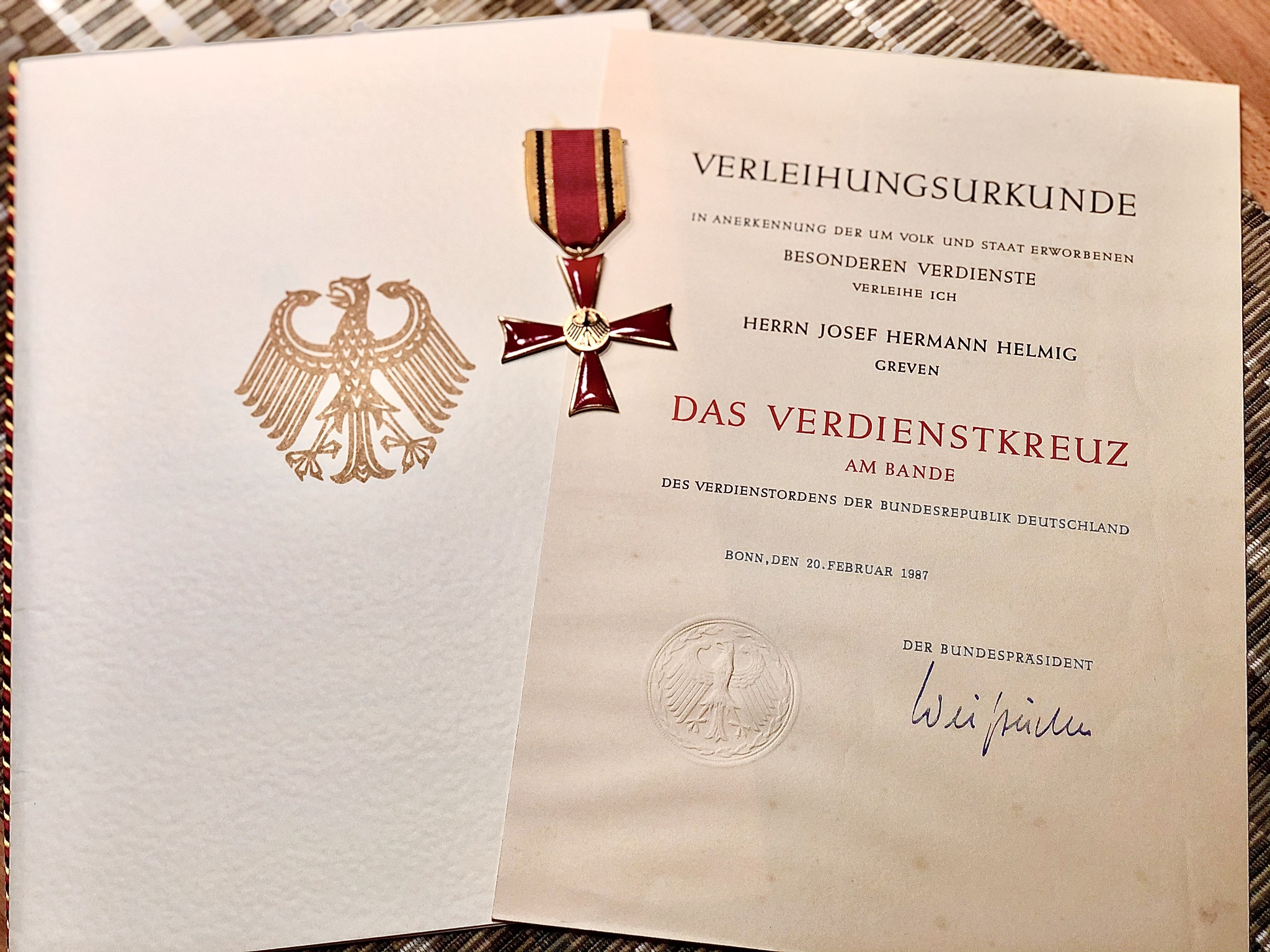
Verleihungsurkunde des Bundesverdienstkreuzes

Durch sein berufliches Engagement als Betriebsrat war auch Josef Helmigs später begonnene kommunalpolitisch-ehrenamtliche Laufbahn geprägt. Ab 1961 engagierte er sich, dem Arbeitsnehmer- und Sozialflügel der CDU (siehe CDA) zugehörig, zunächst als sachkundiger Bürger im Schulausschuss der Stadt Greven, bevor er 1968 über die Reserveliste der CDU als Textilarbeiter in den Rat der Stadt Greven gewählt wurde und diesem ununterbrochen bis 1989 angehörte.
Sein Einzug als Textilarbeiter in den Rat galt zu dieser Zeit als ungewöhnlich, da vor allem privilegierte Vertreter wie Industrielle, Lehrer, Juristen und Bauern die Lokalpolitik dominierten, obwohl insbesondere in den 1950er Jahren noch bis zu 4000 Arbeiter in der Grevener Textilindustrie beschäftigt waren. Ein erklärtes politisches Ziel des Textilarbeiters Josef Helmig war es, die seiner Meinung nach herrschende wirtschaftliche Monostruktur, geprägt durch die kriselnde Textilindustrie, in Greven aufzulösen, um die wirtschaftliche Entwicklung der Stadt wieder voranzutreiben. Durch den Niedergang der Textilindustrie mit der Schließung großer Fabriken in Greven in den 1980er und 1990er Jahren und daraus resultierender Arbeitslosigkeit sah sich Helmig später in dieser Haltung bestätigt.
Während seiner politischen Tätigkeit im Rat der Stadt begleitete er neben der Wirtschaftspolitik auch viele städtebauliche Maßnahmen, wie den Bau des Rathauses im Jahr 1973 und des Jugendheimes, des Hallenbades, die Stadtkernsanierung und das neue angelegte Industriegebiet in Reckenfeld.
Als langjähriges Kreistagsmitglied für den Landkreis Münster und später für den neugebildeten Kreis Steinfurt setzte sich Helmig ferner für die Entwicklung der gesamten Region ein.
Außerdem engagierte er sich für den Ausbau der Städtepartnerschaft Grevens mit dem französischen Montargis im Département Loiret. Von 1979 bis 1989 war er deshalb parallel zu seiner Tätigkeit als Bürgermeister zugleich Vorsitzender des Partnerschaftskomitees und wurde für seine besonderen Verdienste um die Städtepartnerschaft später zum Ehrenmitglied des Partnerschaftskomitees ernannt.
Am 16. Oktober 1979 wurde Helmig schließlich als Nachfolger des zurückgetretenen Aloys Wähning (CDU) durch den Rat zum ehrenamtlichen Bürgermeister der Stadt Greven gewählt. Als solcher wurden ihm primär repräsentative Aufgaben zuteil, da in Greven als Teil Nordrhein-Westfalens wie auch im benachbarten Niedersachsen bis in die Mitte der 1990er Jahre die durch das britische Vorbild geprägte Norddeutsche Ratsverfassung galt, nach welcher die Führung der kommunalen Verwaltung im Zuge einer sogenannten Doppelspitze durch einen getrennt vom Rat gewählten Stadtdirektor erfolgte. Das Bürgermeisteramt übte er bis zum Ende seiner Ratstätigkeit am 16. Oktober 1989 auf den Tag genau zehn Jahre lang aus. Während seiner Amtszeit führte er unter anderem erstmals eine Bürgermeistersprechstunde ein, da er sich als "Bürgermeister für die Bürger" sah.
Neben seinem Amt als ehrenamtlicher Bürgermeister engagierte sich Helmig auch als stellvertretender Vorsitzender des DRK in Greven sowie als einer der Initiatoren des neugegründeten Grevener Seniorenbeirates, dessen Vorsitzender er wurde. Ferner war Helmig, ein zeitlebens tiefgläubiger, verheirateter Katholik und Vater zweier Kinder, bei der KAB, beim VdK sowie beim Grevener Judoclub aktiv. 
Für sein politisches wie auch ehrenamtliches Engagement erhielt er am 20. Februar 1987 das Bundesverdienstkreuz am Bande.
Als Josef Helmig am 12. Juli 2008 mit 84 Jahren verstarb, beschrieb ihn die lokale Tageszeitung als einen Mann der Tat, der unermüdlich in unzähligen Gremien und Vereinen engagiert gewesen sei.